# Алексий (архиепископ Ростовский)

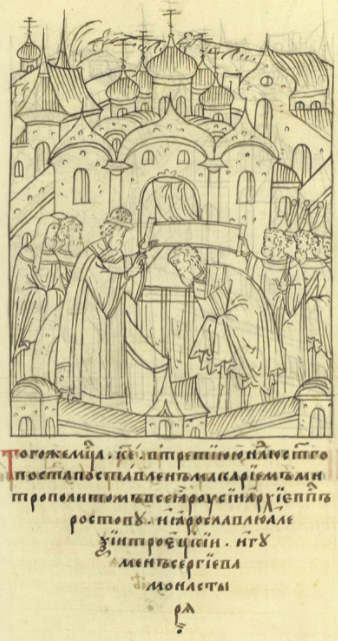
Митрополит Макарий посвящает Алексия в епископы ростовские

Архиепи́скоп Алекси́й — епископ Русской церкви, архиепископ Ростовский и Ярославский.
Настоятель Троице-Сергиевой лавры в 1541-1543 годах. Был хиротонисан во епископа Ростовского и Ярославского с возведением в сан архиепископа. Управлял Ростовской епархией с 1543 по 1548 год.
Участвовавал в работе поместного (макарьевского) Собора 1547 года.
Скончался после 1550 года и был погребен в Троице-Сергиевой лавре.